# سام جولزاري
سام جولزاري (بالإنجليزية: Sam Golzari)‏ هو ممثل بريطاني، ولد في 12 يوليو 1979 في المملكة المتحدة.

## وصلات خارجية
- سام جولزاري على موقع IMDb (الإنجليزية)
- سام جولزاري على موقع قاعدة بيانات الفيلم (الإنجليزية)